# 1,1-二(三氟甲基)乙烯
1,1-二(三氟甲基)乙烯是一种有机氟化合物，化学式为(CF3)2C=CH2。它是无色气体，结构上类似于异丁烯。它可用作生产改性聚偏氟乙烯的共聚单体。它可以乙酸酐和六氟丙酮为原料反应制得。它是一种强亲双烯体。